# Шейковка
Шейковка (укр. Шийківка) — село,
Боровской поселковый совет,
Боровской район,
Харьковская область.
Код КОАТУУ — 6321055103. Население по переписи 2001 г. составляло 739 (326/413 м/ж) человек.

## Географическое положение
Село Шейковка находится на реке Боровая.
Ниже по течению примыкает к пгт Боровая.
На реке несколько запруд (ставко́в).

## История
- 1785 — дата первого упоминаиния этого поселения[3].
- При Российской империи входила в состав Гороховатской волости[2].
- В 1885 году «Шейковка (б. Котов) — бывший собственнический хутор при реке Боровая, 743 человека, 107 дворов.»[2]
- В 1950 году состоялось первое объединение местных колхозов: объединены были колхозы «Профинтерн» и имени Калинина; в 1954 к ним присоединили третий — колхоз имени М. Горького.
- В 1967 году объединённый колхоз в честь ноябрьского юбилея Октябрьской революции назвали «50 лет Октября».
- С 1950 Шейковка являлась центром объединённого колхоза, затем названного именем 50-летия Октября и расположенного в 12 километрах от райцентра Боровая; село насчитывало 237 дворов, в которых проживало 696 человек населения.
- В 1961 был построен клуб на 200 мест.
- В 1960-е в память о погибших воинах в годы Великой Отечественной войны в центре села был построен мемориальный комплекс; на мемориальных досках записаны 189 имен односельчан. Здесь похоронены павшие бойцы РККА: сержант Веретенников И. В., рядовой Гаспарян В. А., Горин И. И., старшина Дикий В. П., рядовые Дунаев П. П., Кашапов К. М ., Красноженов Д. Р., Лапин В. К., Лозовой О. П.
- В 1992 году в селе было построено новое двухэтажное здание детского сада с современной мебелью, который обогревался от центральной котельной. Впоследствии в помещение детского сада перевели первоклассников из помещения школы.
- В 1992 году в колхозе «50 лет Октября» насчитывалось 26 автомобилей, 42 трактора, пожарное депо, бухгалтерия, автогараж, столовая, две молочно-товарные фермы (фермы № 1 и № 2), молочно-товарный комплекс (МТК), птичник.[1]
- В селе в 1992 году действовали детский сад, медпункт, школа, котельная, библиотека, клуб, сбербанк, почта, Дом быта, магазины, овце-товарная ферма колхоза имени Ленина.[1]

## Экономика
- В селе были несколько молочно-товарных ферм. На данный момент они не работают.
- Сельскохозяйственное ООО «Шейковское».

## Объекты социальной сферы
- Школа[4].
- Шейковский фельдшерско-акушерский пункт.

## Достопримечательности
- Братская могила советских воинов и памятный знак воинам-односельчанам. Похоронены 16 воинов.